# Frank Stapleton
Francis Anthony "Frank" Stapleton, född 10 juli 1956 i Dublin, irländsk fotbollsspelare.
Stapleton inledde karriären i Arsenal, dit han hade kommit som lärling 1972. Han gjorde A-lagsdebut mot Stoke City 1975, och kom att bilda ett giftigt anfallspar med Malcolm Macdonald. Tillsammans gjorde de 46 mål säsongen 1976/77. Stapleton var Arsenals bäste målskytt säsongerna 1978/79 och 1980/81, och hjälpte klubben till tre raka FA-cupfinaler 1978–80. Han gjorde ett mål i segern över Manchester United 1979. Under sina dryga sex säsonger i Arsenals A-lag gjorde Stapleton 108 mål på 300 matcher.
1981 värvades han av Manchester United för 900 000 pund, där han kom att vinna FA-cupen 1983 och 1985. I 1983 års final gjorde Stapleton ett mål mot Brighton. Matchen slutade 2–2, men United vann omspelet med 4–0. Målsnittet blev inte lika högt som i Arsenal – under sex säsonger gjorde han 78 mål på 288 matcher. Stapleton lämnade United för Ajax 1987, innan han återvände till England för spel i Derby County och senare Blackburn Rovers. Han spelade även ett tag i franska Le Havre. Stapleton tillbringade även tre säsonger i Bradford City som spelande tränare och blev sedermera tränare i Major League Soccer i USA. Med irländska landslaget spelade han 71 landskamper och gjorde 20 mål.